# Olga Martín-Belloso
Olga Martín-Belloso (Calahorra, 8 de julio de 1960) es una química española especialista en tecnología de los alimentos y profesora de la Universidad de Lérida. Es la primera mujer española en incorporarse a la Unión Internacional de Ciencia y Tecnología de los Alimentos y es presidenta de la Federación Europea de Ciencia y Tecnología de los Alimentos. Trabaja en nuevas tecnologías para el procesamiento de alimentos.

## Educación
Martín-Belloso es natural de Calahorra. Asistió al Colegio de las Teresianas, del cual se graduó en 1976. Estudió Ciencias Químicas en la Universidad de Zaragoza. Obtuvo su licenciatura en 1982 y su doctorado en la misma institución en 1991. Completó su investigación de doctorado en la Asociación de Investigación de Industrias de conservas vegetales (Centro Técnico Nacional de Conservas Vegetales) en San Adrián.

## Investigación y carrera
Fue nombrada catedrática de la Escuela Técnica Superior de Ingeniería Agraria (ETSEA) de la Universidad de Lérida en 1992. donde además dirige el Departamento de Tecnología de Alimentos. Sus intereses incluyen la conservación de alimentos mediante pulsos eléctricos de alta densidad de campos y el desarrollo de productos alimenticios seguros y saludables. Estudió recubrimientos, incluidas nanoestructuras a base de emulsión, que incorporan principios activos como antimicrobianos, compuestos antipardeamiento y potenciadores de textura.
En 2016 se convirtió en la primera mujer española en incorporarse a la Unión Internacional de Ciencia y Tecnología de los Alimentos. Es la directora de la Escuela de Doctorado de la Universidad de Lérida. Además fue designada embajadora de España del Global Harmonization Task Force  Resultó elegida presidenta de la Federación Europea de Ciencia y Tecnología de los Alimentos en 2019.

## Libros
- Martín-Belloso, Olga (2015). Regulating Safety of Traditional and Ethnic Foods. Academic Press. ISBN 978-0128006054.
- Martín-Belloso, Olga (2010). Advances in Fresh-Cut Fruits and Vegetables Processing (Food Preservation Technology). CRC press. ISBN 978-1420071214.

### En colaboración
- Salvia-Trujillo, Laura and Soliva-Fortuny, Robert and Alejandra Rojas-Grau, M. and McClements, D. Julian and Martin-Belloso, Olga. (2017). Annual Review of Food Science and Technology, Vol 8.
- Garde-Cerdan, T. and Arias, M. and Martin-Belloso, O. and Ancin-Azpilicueta, C. (2016). Novel Food Fermentation Technologies.
- Martin-Belloso, Olga and Robert Marselles-Fontanet, Angel and Soliva-Fortuny, Robert and Elez-Martinez, Pedro. (2014). Juice Processing: Quality, Safety and Value-Added Opportunities.
- Agulio-Aguayo, Ingrid and Elez-Martinez, Pedro and Soliva-Fortuny, Robert and Martin-Belloso, Olga, (2012). Advances in Fruit Processing Technologies,
- Elez-Martinez, Pedro and Sobrino-Lopez, Angel and Soliva-Fortuny, Robert and Martin-Belloso, Olga. (2012). Novel Thermal and Non-Thermal Technologies For Fluid Foods.
- Soliva-Fortuny, R. and Grigelmo-Miguel, N. and Barbosa-Canovas, G. V. and Martin-Belloso, O. and Zhang, H. Q. and Balasubramaniam, V. M. and Dunne, C. P. and Farkas, D. F. and Yuan, J. T. C. (2011). Nonthermal processing technologies for food. ISBN 978-0-8138-1668-5.
- Martin-Belloso, O. and Odriozola-Serrano, I. and Rojas-Grau, M. A. and Soliva-Fortuny, R. and Decker, E. A. and Elias, R. J. and McClements, D. J. (2010) Oxidative stability of antioxidants in fruits and vegetables. ISBN 978-1-84569-983-3.
- Montero-Calderon, M. and Rojas-Grau, M. A. and Martin-Belloso, O. and Hui, Y. H. and Chen, F. and Nollet, L. M. L. and Guine, R. P. F. and Minguez-Mosquera, M. I. and Paliyath, G. and Pessoa, F. L. P. and Quere, J. L. Le and Sidhu, J. S. and Sinha, J. S. and Sinha, N. and Stanfield, P. (2010). Pineapple (/i Ananas comosus/ [L.] Merril) flavor. ISBN 978-0-470-22721-3
- Elez-Martinez, P. and Martin-Belloso, O. and Lelieveld, H. L. M. and Notermans, S. and Haan, S. W. H. de. (2007). Impact of pulsed electric fields on food enzymes and shelf-life.

## Premios y reconocimientos
Sus premios y reconocimientos incluyen:
- 2009 - Premio de la Academia ICREA[18]
- 2015 - Becario del Instituto de Tecnólogos de Alimentos[6][19]
- 2018 - Medalla Narcís Monturiol de la Generalidad de Cataluña[20]
- 2019 - Biennal Ciutat i Ciència[21]
- 2020 - Candidata al Premio Mujer La Rioja 2020[22]